# Guydo
Guydo (1868 au Teilleul-1930 à Vannes) est un peintre, affichiste, dessinateur et illustrateur français.

## Parcours

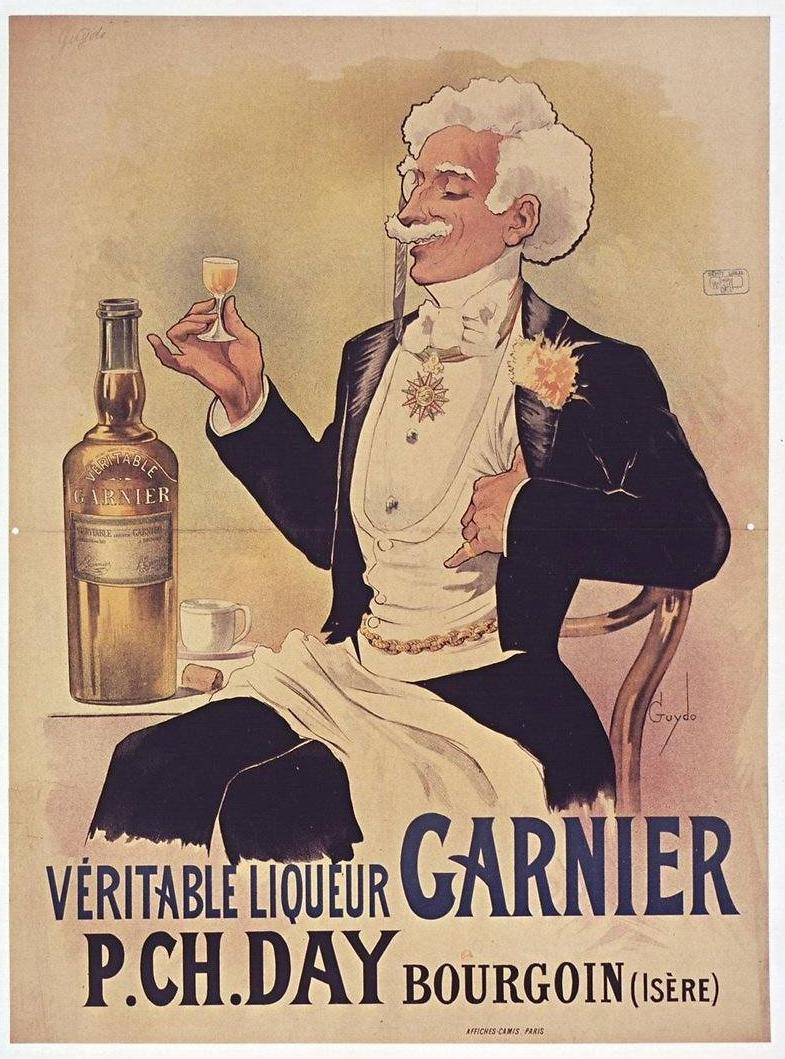
Affiche pour une liqueur (cir. 1890-1899).

Le baron  Joseph Robert Guillaume Le Barrois d'Orgeval, né le 22 août 1868 au Teilleul, dans la Manche,  prend le pseudonyme de Guydo en 1888 quand Paul Dolffus lui demande d'illustrer avec d'autres son ouvrage intitulé Modèles d'artistes (éd. Marpon & Flammarion).
Par la suite, il signe également GO et parfois Henri Guydo.
Il commence par contribuer en tant que dessinateur satirique et humoristique à des revues comme Gil Blas, Le Triboulet, Le Frou-frou, Je sais tout, Mon journal illustré pour les enfants (N°21 du 18 février 1922) ou bien encore Le Journal pour tous. En 1892, il partage la direction artistique du Rire et du Nouvel Échos, collaboration qui durera jusque dans les années 1920. Pour le monde de la presse, il fut un dessinateur infatigable : une quarantaine de périodiques le publièrent entre 1890 et 1930, dont L'Assiette au beurre.
Ses affiches montrent d'abord un style Art nouveau comme Amara Blanqui (1893), Éden Casino de Trouville-sur-Mer, Aimée Eymard, Liqueur Hanappier, Agenda Buvard du Bon Marché...
En 1905, il entame une collaboration avec La Semaine de Suzette qui devait durer jusqu'à sa mort, période durant laquelle il illustre une vingtaine d'ouvrages de la collection « La Bibliothèque de Suzette ». En 1907, il publie l'album humoristique Les Tribulations d'un cancre bleu (éd. Delagrave).
À partir de 1911, il expose ses toiles au Salon des artistes indépendants mais également au Salon des humoristes.
Des auteurs comme Guy de Téramond, Pierre de Lano, Albert Lavignac, Jean Drault, Delly, Germaine Verdat, Rodolphe Bringer et Léon Valbert firent appel à ses talents de dessinateur. Il a illustré près d'une quarantaine d'ouvrages destinés à la jeunesse ou des romans populaires.
Il est mort en mai 1930 à Vannes.